# Scandalo Telecom-Sismi
Lo scandalo Telecom-Sismi è una vicenda accaduta in Italia relativa a presunte intercettazioni illegali e attività di dossieraggio di cui sono stati accusati alcuni responsabili della sicurezza di Telecom Italia col coinvolgimento del SISMI, venuta alla luce delle cronache nel settembre 2006.
Portò al rinvio a giudizio di 34 persone, tra cui vari dipendenti di Telecom ed agenti della Polizia di Stato, dell'Arma dei Carabinieri e della Guardia di Finanza.

## L'inchiesta
Tale inchiesta, che prese avvio a seguito dell'ordinanza fiume (oltre 350 pp) del 23 settembre 2006 del giudice per le indagini preliminari Paola Belsito, è parte di un capitolo più vasto, che vede numerose sinergie, sollevate anche dai giornalisti d'inchiesta Giuseppe D'Avanzo e Carlo Bonini, con i precedenti scandali Nigergate e Laziogate e con il Caso Abu Omar. In questo scenario sono da menzionare, in quanto attaccati telematicamente, i giornalisti Davide Giacalone e Fausto Carioti di Libero, e Massimo Mucchetti del Corriere della Sera, per essere autori, tra le altre, di inchieste giornalistiche su Brasil Telecom, TIM Brazil e la privatizzazione di Telecom Italia.
Tra gli arrestati, Marco Mancini (arrestato anche in relazione al sequestro di Abu Omar), ex numero 2 del SISMI, Giuliano Tavaroli, ex direttore della Security del Gruppo Telecom Italia, ed Emanuele Cipriani, investigatore che da anni ha aperto una fiorente società di investigazioni a Firenze, la Polis d'Istinto (i cui uffici sono in un appartamento della nuora di Licio Gelli, del cui marito Cipriani è amico), oltre ad alcuni membri del Tiger Team, il gruppo di hacker gestiti da Tavaroli.
L'inchiesta, partita nel 2002 dal caso dell'ex-manager della Coca-Cola, pedinato e dossierato per conto dei vertici della stessa filiale italiana della Coca-Cola che avevano commissionato a fine 2000 attività per oltre 130 milioni di Lire alla Polis d'Istinto, ha in seguito portato anche alla nascita di quello che verrà definito come lo "scandalo Laziogate", che poi si rivela essere inesistente, dato che tutti gli imputati verranno assolti per non aver commesso il fatto.
Cipriani avrebbe costruito illecitamente, per conto di Tavaroli (all'epoca a capo della security di Telecom), numerosi dossier su varie personalità politiche, economiche e dello spettacolo, oltre a giornalisti e calciatori: non solo dossier con regolare mandato, ma arricchiti di informazioni raccolte con metodi illegali (detti "pratiche grigie", dal colore della copertina), ma addirittura dossier per i quali era stato dato incarico a Cipriani per le "vie brevi", non risultante pertanto da nessun mandato scritto (le "pratiche celesti", custodite nel cosiddetto archivio "Z": un sistema di archiviazione elettronico creato dal programmatore informatico Mirko Meacci che si basava su tre hard-disk esterni, che per precauzione venivano custoditi nella sala consolare e richiusi in cassaforte ogni fine settimana - essendo Emanuele Cipriani anche console onorario di un paese africano - sala comunicante attraverso una porta interna con la Polis d'Istinto). Sono proprio le "pratiche celesti" che successivamente non venivano contabilizzate, anche se effettivamente si trattava di indagini commissionate dai clienti e svolte dalla rete investigativa di Cipriani, composta da investigatori privati (a volte però privi di licenza investigativa) e da pubblici ufficiali corrotti. Anche Mancini avrebbe fornito periodicamente a Cipriani numerose informazioni riservate (su conti correnti, informazioni penali, dati anagrafici, ecc.) dietro pagamento di forti somme di denaro.
Presso Mirko Meacci gli investigatori trovano dei DVD contenenti i back-up degli hard-disk con tutto l'archivio "Z", ossia le "pratiche celesti". L'accesso è criptato e solo la confessione del Cipriani, dopo un lungo periodo di detenzione cautelare, permette di stampare quei dossier, che vengono immediatamente segretati.
In una pen-drive trovata a Tavaroli gli inquirenti trovano "bozze delle decisioni dell'Antitrust, comunicazioni di funzionari, atti di legali difensori nella causa di Telecom davanti all'Antitrust". Il GIP Giuseppe Gennari sottolinea "l'eccezionale gravità del comportamento della Security di Telecom, la quale era in grado di mettere nelle mani dell'azienda (perché è ovvio che le notizie prelevate non fossero appunto di utilizzo da parte della Security) elementi di conoscenza potenzialmente in grado di interferire, gravemente e illecitamente, nell'operato di un soggetto istituzionale che dovrebbe essere massima espressione di autonomia come il Garante per il Mercato e la Concorrenza".
Figura emblematica, ma anche figura chiave per gli inquirenti, è Marco Bernardini, già collaboratore esterno a contratto del S.I.S.De. e successivamente investigatore privato in una società che annovera tra i suoi clienti la Pirelli e la Telecom Italia. Bernardini, che in passato ha avuto occasione di utilizzare elementi delle forze dell'ordine per la raccolta di informazioni commissionate, viene interrogato numerose volte dal Pubblico Ministero, Dottor Fabio Napoleone, al quale rilascia una lunga deposizione, nella quale chiarisce la sua posizione nella vicenda. A seguito dei detti interrogatori, il Pubblico Ministero rinuncia all'esecuzione di misure cautelari nei suoi confronti. Marco Bernardini dal momento del primo interrogatorio non si è mai spostato dall'Italia.
Nel gennaio e nel marzo 2007 altri provvedimenti di arresto colpiscono varie persone coinvolte nella vicenda, tra cui Fabio Ghioni e il suo Tiger Team (Andrea Pompili, Rocco Lucia e altri), di Telecom, e nuovamente Giuliano Tavaroli (all'epoca già in carcere) e Mancini. Tra gli arresti del marzo 2007 rientrano anche ex poliziotti ed un ex agente della CIA.
A Ghioni i magistrati contestano anche di aver ottenuto, oltre che da fornitori di Telecomitalia, da Cipriani e Bernardini ingenti somme di danaro per svolgere intrusioni informatiche, su incarichi che egli stesso commissionava. Queste somme, riversate su conti esteri di prestanomi e della fiduciaria neozelandese Fenefin, sono state solo in parte recuperate.
I vari capi di imputazione comprendono i reati di associazione a delinquere finalizzata alla corruzione di pubblici ufficiali, rivelazione del segreto d'ufficio, appropriazione indebita, falso, favoreggiamento e riciclaggio.
Sotto la guida del commercialista cosentino, Marcello Gualtieri, trapiantato da anni a Milano e diventato fiscalista di Cipriani, quest'ultimo avrebbe costituito all'estero un piccolo tesoro ammontante ad alcune decine di milioni di €. Marcello Gualtieri è stato assolto con sentenza definitiva da ogni addebito, con la formula "il fatto non sussiste".
Nel giugno 2007 a Tavaroli e Mancini sono stati concessi gli arresti domiciliari. Nel luglio 2007 Cipriani ottiene la scarcerazione dagli arresti domiciliari.
Alcuni dei protagonisti di questo caso sono inoltre coinvolti anche nello scandalo dell'archivio segreto di Via Nazionale e nel caso Abu Omar.
Nel novembre 2007 a Milano sono stati arrestati i tecnici del Tiger Team Roberto Preatoni (figlio del magnate Ernesto Preatoni) accusati a vario titolo di intrusioni telematiche e associazione a delinquere finalizzata all'illecita acquisizione di informazioni. La vicenda si inquadra nella guerra per il controllo di Brasil Telecom, con spionaggio e controspionaggio internazionale, e per la quale anche l'agenzia investigativa Kroll è stata indagata in Brasile, ove erano stati operati una serie di arresti da parte della polizia federale. Nella vicenda veniva coinvolto e successivamente assolto, anche Angelo Jannone (ex Tenente Colonnello del ROS dei Carabinieri, già direttore della sicurezza aziendale di Telecom in Brasile). Jannone respingeva sin dall'inizio le accuse mossegli in particolare da Ghioni e Bernardini, ma solo con lo svolgimento del processo riusciva a dimostrare la sua innocenza.

## La chiusura delle indagini
A metà luglio 2008 i tre PM di Milano titolari dell'inchiesta (Fabio Napoleone, Nicola Piacente e Stefano Civardi) depositano le 371 pagine dell'avviso di chiusura delle indagini, dopo aver convocati a fine giugno contemporaneamente in Procura, come ultimo atto investigativo, i vertici Telecom di allora, Marco Tronchetti Provera (ex presidente) e Carlo Buora (ex amministratore delegato) in quanto persone informate sui fatti.
Per non aver vigilato sulla propria security e sui metodi usati per avere le informazioni, i gruppi Telecom e Pirelli risultano indagati in base alla legge 231 sulla responsabilità amministrativa delle società, pur non essendo stati mossi addebiti contro l'ex presidente e l'ex amministratore delegato Telecom. Una lunga serie di reati sono stati invece contestati a 34 persone, accusate a vario titolo di aver messo in piedi una vera e propria associazione a delinquere al cui vertice c'era l'ex capo della security Giuliano Tavaroli. Gli indagati devono rispondere a vario titolo di associazione a delinquere finalizzata alla corruzione di pubblici ufficiali, rivelazione del segreto di stato, appropriazione indebita, falso, accesso abusivo a sistemi informatici, favoreggiamento e riciclaggio. Nelle interviste rilasciate nei giorni successivi alla chiusura delle indagini, Tavaroli si difende scaricando le responsabilità sui suoi superiori, che gli avrebbero commissionate le indagini poi risultate illecite. Dagli stralci degli interrogatori di Marco Mancini, ormai accessibili presso la Procura della Repubblica di Milano, si rileva che Mancini si difende scaricando le responsabilità sui superiori e chiamando in causa il Generale Pollari..
Dall'inchiesta viene stralciato il filone brasiliano, sulle presunte tangenti della vicenda Kroll Opportunity, per quanto nello stesso periodo in Brasile il banchiere Daniel Dantas (che otterrà l'habeas corpus proprio grazie all'esistenza del procedimento milanese) ed il faccediere Nasij Nhas vengono arrestati per associazione per delinquere e riciclaggio insieme ad altre 20 persone. Angelo Jannone, uno degli indagati nell'inchiesta milanese, successivamente assolto da ogni accusa, ipotizza che l'esclusione delle vicende brasiliane dall'inchiesta milanese faccia parte di una strategia dei pubblici ministeri volta ad eliminare elementi imbarazzanti rispetto alla credibilità di Marco Bernardini, gola profonda dell'inchiesta milanese.

## Notifica alle parti lese per pubblici annunci
Il procedimento, nonostante la chiusura delle indagini a metà del 2007, ha subito un rallentamento a causa della mole di documentazione raccolta (169 faldoni di atti dei PM e 53 faldoni di atti del GIP). Di conseguenza il termine di 20 giorni per la presentazione delle memorie da parte degli indagati è  slittato. La documentazione è stata tutta scannerizzata con metodologia OCR nella prima metà di ottobre 2008, ed è  stata resa disponibile dalla Procura di Milano su due DVD agli imputati (34 persone che rispondono a vario titolo di: associazione a delinquere, corruzione, appropriazione indebita, accesso abusivo al sistema informatico, procacciamento e diffusione di notizie attinenti alla sicurezza; 2 aziende che rispondono della violazione della legge 231 sulla responsabilità delle società). Successivamente la documentazione è stata anche messa a disposizione delle parti lese (che si presume siano almeno 4 200).
L'8 gennaio 2009 è stata data informazione che le parti lese sarebbero state invitate mediante un annuncio per pubblici proclami - consentendo alla pubblica amministrazione di risparmiare almeno  200 000 € - ad accedere sul sito web del Tribunale di Milano per conoscere le future date delle udienze).
A quel punto si osserva una moltiplicazione dei procedimenti cosiddetti Telecom:
- si inizierà il 24 marzo 2009 con una "procedura di distruzione di atti illegalmente formati o acquisiti", che verrà istruita dal GIP Giuseppe Gennari[12];
- quasi in parallelo, il 31 marzo 2009 si procederà con l'"udienza preliminare" di competenza del GUP Mariolina Panasiti[13];
- verrà avviato il 23 aprile 2009 un procedimento di "incidente probatorio" relativo a tre imputati (Marco Bernardini, Emanuele Cipriani e Fabio Ghioni), di cui viene reso noto il calendario di 14 udienze terminanti il 16 giugno 2009[14].

Al contempo fonti giornalistiche anticipano che molti degli imputati stanno già trattando il patteggiamento con i PM.
È probabile che molte delle parti lese si costituiranno parte civile nel procedimento, ma al momento non potranno far uso dei dossier (si dice oltre 10.000) per dimostrare le attività illegali perpetrate a loro danno e richiederne i risarcimenti in quanto la Consulta, investita da più GIP della questione incostituzionalità della cosiddetta "legge Mastella" che ne prevederebbe la distruzione, ha rinviato la sentenza a dopo l'approvazione da parte del Parlamento di una nuova legge sulla privacy di cui, al momento, il Parlamento non ha in programma alcuna redazione. I dossier inutilizzabili, raccolti illegalmente dalla Polis D'Istinto, sono le cosiddette "pratiche Z", chiamate anche "pratiche celesti" dal colore della loro copertina. Al riguardo la Consulta esprime il proprio parere il 22 aprile 2009.

### Procedura di distruzione di atti illegalmente formati o acquisiti (GIP Dott. Giuseppe Gennari)

#### Prima udienza del 23-3-2009
Nel corso dell'udienza i pubblici ministeri Stefano Civardi e Nicola Piacente, titolari dell'inchiesta cosiddetta Telecom, hanno ricordato che da due anni è pendente davanti alla Consulta un ricorso sulla legittimità della norma che prevede la distruzione dei dossier illeciti, e hanno chiesto al giudice di rivolgersi nuovamente alla Consulta. Il legale dell'imputato John Spinelli ha invece sollecitato il GIP a trasmettere le carte al GUP che la settimana successiva inizierà l'udienza preliminare. Alcuni legali delle parti lese hanno enunciato che stando alle attuali leggi nulla osta alla presa visione - da parte delle parti lese - dei dossier illecitamente formati a loro danno, e si sono pronunciati contro la distruzione dei dossier illegali, in quanto contengono le prove dei reati e servono per scoprire i mandanti, oltre che necessitare per i risarcimenti civili. In un caso è stato anche fatto presente che tale materiale è stato richiesto nell'ambito di altri procedimenti penali che sono attualmente sospesi in attesa dell'acquisizione subordinata al parere della Consulta, pendente già da due anni.
Il GIP si riserva di decidere nel corso dell'udienza successiva.

#### Seconda udienza del 18-4-2009
Ritenendo che i dossier equivalgano al corpo del reato e la loro eliminazione comporti quindi l'eliminazione di una prova diretta, il GIP decide di sollevare eccezione di costituzionalità, sospendendo la procedura di distruzione degli atti illegalmente formati o acquisiti (si tratterebbe di distruggere 83 faldoni con carte e files relativi a 4287 persone e 132 società, contenenti materiale relativamente al quale la legge chiederebbe - al momento della distruzione - solo la redazione di un verbale sostitutivo che si limiti a dar atto dell'illiceità, dei mezzi usati e dei soggetti coinvolti) e si investe la Corte costituzionale della legittimità della norma sulla distruzione di documenti acquisiti in modo illecito.

#### Decisione della Corte costituzionale
Accogliendo parzialmente le eccezioni sollevate dal GIP, con nota 22.04.2009 - Decisione sulle “intercettazioni” la Consulta dichiara in parte illegittima la norma che impone la distruzione dei documenti e delle intercettazioni ritenute illegali. Infatti, là dove la norma imponeva la distruzione di tutto il materiale illegalmente acquisito (comunicazione telefoniche, telematiche, ecc.) in un'udienza camerale celebrata dal GIP che però avrebbe dovuto redigere un verbale riassuntivo di quanto distrutto, la Consulta ha dichiarato l'illegittimità dell'articolo 240 del codice di procedura penale in due punti:
- i commi 4 e 5, nella parte in cui non prevedono l'applicazione delle stesse regole fissate per l'incidente probatorio (art.401, commi 1 e 2) durante l'udienza per la distruzione dei documenti;
- il comma 6, "nella parte in cui non dice che il divieto di fare riferimento al contenuto dei documenti, supporti e atti nella redazione del verbale" di distruzione "non si estende alle circostanze inerenti alla formazione, all'acquisizione e alla raccolta degli stessi documenti, supporti e atti".

Da una prima interpretazione si direbbe quindi che la distruzione possa comunque avvenire: servirà però una procedura leggermente più complessa - l'incidente probatorio - che comunque si limiterà ad approfondire solo la formazione, l'acquisizione e la raccolta di tali documenti, ma non il loro contenuto. Pertanto difficilmente potranno tornare utili alle parti lese per ottenere risarcimenti in sede civile o anche solo dimostrare l'esistenza di calunnie o attività di discredito compiuta a loro danno.

#### Ripresa delle udienze per la distruzione degli atti mediante incidente probatorio
Con decreto del 2 marzo 2010 del GIP Dott. Giuseppe Gennari viene fissata per il 18 giugno 2010 la ripresa delle udienze per la distruzione degli atti illecitamente formati, mediante incidente probatorio come previsto dalla Corte costituzionale. Per informare di tale udienza le 110 parti lese e gli oltre 4000 dossierati si è proceduto per pubblici proclami (sito web del Tribunale di Milano e principali quotidiani italiani). Si prevede che l'incidente probatorio per dar luogo alla loro distruzione possa durare anni data la complessità e vastità dell'archivio, contenuto in un'ottantina di faldoni presso la stanza 38 del 7º piano del Tribunale di Milano attualmente ad accesso ristretto alle parti lese, a cui però non viene concesso estrarre copie della documentazione in quanto illecitamente formata e destinata alla distruzione.

### Udienza preliminare (GUP Dott.ssa Mariolina Panasiti)

#### Prima udienza del 31-3-2009
L'udienza si è svolta parzialmente, in quanto molti difensori degli imputati si sono astenuti per adesione allo sciopero di protesta indetto dalla camera penale. I difensori delle persone offese, che non hanno facoltà di astenersi, sono stati sollecitati dal giudice a depositare gli atti di costituzione di parte civile e le richieste di citazione dei responsabili civili. Quindi, nel corso della prossima udienza sarà nuovamente possibile depositare la costituzioni di parte civile.

#### Seconda udienza (23.04.2009)
Rappresenta la prima vera udienza preliminare. Si terminano di raccogliere le ultime costituzioni di parte civile e si ascoltano le prime eccezioni degli avvocati degli imputati. Da alcune parti offese è stata formulata la richiesta di citazione come responsabili civili dei ministeri dell'Interno, della Difesa e dell'Economia, in quanto le indagini hanno rivelato che informazioni riservate sul conto di alcune parti offese erano state fornite o dai poliziotti o dai carabinieri o dai finanzieri che sono coinvolti nell'inchiesta. Per consentire ai legali degli imputati di esaminare le richieste di costituzioni di parte civile viene concesso un mese. Pertanto la seconda udienza viene rinviata al 22 maggio, cancellando le cinque udienze già previste per l'incidente probatorio prima di tale data.

#### Decima udienza del 2-10-2009
Giuliano Tavaroli formalizza la sua richiesta di patteggiamento della pena a quattro anni e mezzo di reclusione e 60 000 € di risarcimento. Marco Mancini deposita una memoria in cui invoca il segreto di Stato sui rapporti tra il Sismi e Telecom Italia, riferendo di un suo incontro con un dirigente dell'Aise ed ex-appartenenti del Sismi, nel quale gli è stata motivata la pendenza del procedimento per mantenerlo fuori dal servizio; sostenendo quindi che sarebbe stato deciso nelle alte sfere "di non trasmettere all'autorità giudiziaria e ai difensori elementi decisivi che lo avrebbero ulteriormente e definitivamente scagionato".

#### Undicesima udienza del 2-11-2009
I difensori dell'ex agente della Cia John Spinelli hanno depositato una richiesta di patteggiamento per una pena di 3 anni di reclusione, 400 euro di multa e 150.000 di "restituzione per equivalente" rispetto a un'ipotesi di corruzione. È stato interrogato Marco Mancini, che ha invocato il segreto di Stato. Il GUP, sulla base che "all'imputato non viene contestata l'esecuzione materiale di un delitto sul quale già astrattamente non rileva che vi sia un segreto di Stato" bensì "è stata contestata una condotta di comunicazione di dati che appare essere astrattamente compatibile con la facoltà di prova di relazioni personali eventualmente coperte dal segreto di Stato, ed eventualmente - sotto tale profilo - anche lecite, con le persone con le quali tale divulgazione di dati possa essere eventualmente avvenuta; ovvero con la prova di contatti, indipendentemente da quanto con i contatti stessi realizzato, ascrivibili a relazioni coperte dal segreto di Stato" ha pertanto proceduto chiedendo "conferma dell'esistenza del segreto di Stato come opposto dall'imputato Marco Mancini al presidente del Consiglio dei ministri" per verificare se "i rapporti tra Mancini ed Emanuele Cipriani, Giuliano Tavaroli, Stefano D'Ambrosio, e degli altri personaggi parimenti indicati a verbale, debbano essere considerati coperti dal segreto di Stato". Stante l'interpello alla presidenza del Consiglio sul segreto di Stato opposto da Mancini, la prossima udienza è rinviata al 1º febbraio 2010.

##### La pronuncia 106/2009 della Corte costituzionale
Nel 2009 la Corte costituzionale si era pronunciata, escludendo il sindacato giurisdizionale sull'individuazione delle notizie che possano costituire segreto di stato, ed esteso anche agli agenti indagati quanto previsto dall'art. 41 della legge 124/2007, ossia che "ai pubblici ufficiali, ai pubblici impiegati e agli incaricati di pubblico servizio è fatto divieto di riferire riguardo a fatti coperti da segreto di stato". La pronunzia è stata definita "scandalosa" da molti costituzionalisti.
Secondo la Corte, "l'individuazione degli atti, dei fatti, delle notizie che possono compromettere la sicurezza dello stato e che devono rimanere segreti" costituisce il risultato di una valutazione "ampiamente discrezionale". Deve pertanto escludersi ogni sindacato giurisdizionale, in quanto "è inibito al potere giurisdizionale di sostituirsi al potere esecutivo e alla pubblica amministrazione, e di operare il sindacato di merito sui loro atti". L'esercizio del potere di secretazione sarebbe quindi assoggettato al solo Parlamento, "sede normale di controllo nel merito delle più alte e più gravi decisioni dell'esecutivo", attraverso il Comitato parlamentare per la sicurezza della Repubblica (Copasir, già Copaco).

##### Il rinvio in seguito all'aggressione a Silvio Berlusconi
Nel frattempo, a seguito dell'aggressione subita da Silvio Berlusconi a Milano nel dicembre 2009 e i 25 giorni di prognosi con cui è stato dimesso dall'Ospedale San Raffaele, il 18 dicembre 2009 il GIP Panasiti rigetta la tesi della Procura secondo cui i venticinque giorni di prognosi stilati dai medici curanti del premier non sono motivo sufficiente per concedere il rinvio. Pertanto il Premier viene considerato malato e il processo può attendere. Infatti in base all'articolo 202 CPP, quando un agente segreto o un altro pubblico ufficiale invoca il segreto di Stato, «il giudice ne informa il presidente del Consiglio dei ministri chiedendo che ne sia data conferma. Ove, entro sessanta giorni dalla notificazione della richiesta, il presidente del Consiglio non dia conferma del segreto, il giudice ordina che il testimone deponga». Stante questa la procedura avviata nel corso dell'udienza Telecom, con il giudice in attesa della risposta di Berlusconi, l'aggressione al Premier costringe a bloccare tutto in quanto - secondo il giudice - ai sessanta giorni previsti dal codice vanno pure aggiunti i venticinque giorni di prognosi del Premier.

##### L'apposizione del segreto di Stato da parte del governo Berlusconi IV
Il 22 dicembre 2009, anche a seguito della sentenza 106/2009 della Corte costituzionale, il governo Berlusconi IV ha posto il segreto di stato sulle indagini sui dossier illegali di Telecom, per i quali era indagato l'ex numero due del Sismi, Nicola Mancini. Secondo il governo, le richieste a Marco Mancini si riferirebbero ad "argomenti riguardanti rapporti tra servizi di informazioni italiani e stranieri; assetti organizzativi del Sismi e qualifiche e incarichi ricoperti dai suoi dirigenti; rapporti di dipendenti del Sismi con soggetti esterni al servizio stesso; ordini e direttive interni riguardanti rapporti con soggetti esterni; profili attinenti modalità ed obiettivi operativi; contenuto dei rapporti con informatori e criteri di gestione degli stessi", ossia le "relazioni internazionali tra servizi di informazione e gli interna corporis degli organismi informativi", lo svelamento dei quali "potrebbe da un lato minare la credibilità degli organismi informativi nei rapporti con le strutture collegate, dall'altro pregiudicarne la capacità ed efficienza operativa con grave nocumento per gli interessi dello Stato".
L'apposizione del segreto di stato sul caso Telecom-Sismi ha sollevato numerose critiche. Secondo Giuseppe D'Avanzo, "a vista d'occhio, non c'è alcuna connessione tra questi "interessi supremi" e il lavoro sporco del Sismi di Niccolò Pollari".

#### Dodicesima udienza del 1-2-2010

##### La richiesta di patteggiamento di Telecom e Pirelli
Il 2 febbraio 2010 Telecom e Pirelli, finite imputate in base alla legge sulla responsabilità amministrativa degli enti, hanno presentato una istanza di patteggiamento per un totale di 7 milioni di Euro, concordata con i PM. Si prevede che la posizione delle due società possa quindi essere stralciata nell'udienza odierna dal GUP. Inoltre da un lato la magistratura ha riconosciuto l'assenza di responsabilità delle due aziende e l'adozione dei modelli organizzativi imposti dalla legge 231/2001, dall'altro la piena collaborazione alle indagini.
La somma è così composta:
- 1.250 000 € per il capo di imputazione a carico di Telecom e Pirelli, divisi in:
  - 750 000 € alla Presidenza del Consiglio e ai ministeri dell'Interno, delle Finanze e della Giustizia;
  - 400 000 € a titolo di sanzione pecuniaria;
  - 100 000 € come confisca del profitto del reato.
- 5 750 000 € per indennizzare le quasi 2000 parti civili (principalmente dipendenti oggetto di monitoraggio illegale. Per un importo di circa 3 000 € a testa[38][39][40].

Telecom e Pirelli potrebbero pertanto restare nell'udienza preliminare solo come parti civili costituite contro Tavaroli e Cipriani per l'ipotesi che costoro si siano indebitamente appropriati di soldi aziendali, e come responsabili civili rispetto ad altri reati contestati agli indagati.
Come conseguenza, alle vittime del "dossieraggio" non resterà che provare a intentare una causa civile a parte alle società per le quali lavorava Tavaroli.
In seguito alla sentenza 126/2009 della Corte costituzionale e alla conferma dell'apposizione del segreto di stato, in questa udienza Marco Mancini potrebbe essere prosciolto per improcedibilità, come già avvenuto per l'indagine circa il caso Abu Omar

#### Tredicesima udienza del 12-2-2010

##### Le dichiarazioni spontanee di Emanuele Cipriani
È tutta dedicata alle dichiarazioni spontanee dell'investigatore Emanuele Cipriani, titolare della Polis D'Istinto. Cipriani, che a differenza di quasi tutti i restanti imputati non ha ottenuto il consenso all'accordo con i Pubblici Ministeri per patteggiare la pena proprio per una questione di quantum del risarcimento, davanti al Giudice delle Indagini Preliminari chiama pesantemente in causa Tronchetti e legge una memoria di nove pagine in cui sono elencati le attività svolte per conto di Tronchetti Provera. In essa Cipriani ribadisce di avere agito per conto di Tronchetti, sostenendo di aver preparato i dossier Telecom/Pirelli "nell'esclusivo interesse di Marco Tronchetti Provera" e che "il motivo delle indagini era quello di fornire elementi al presidente che potessero essergli di aiuto in difficili trattative societarie, in affari che dovevano concludersi e nella gestione delle assemblee".
Confermando tutte le dichiarazioni rese nel corso delle indagini preliminari ma fa marcia indietro sulle tante accuse da lui lanciate contro Marco Mancini, che nel frattempo si è avvalso del "segreto di Stato" per non rispondere al GUP, da cui aveva sempre raccontato di aver ricevuto notizie riservate.
Cipriani conclude: "Sono stato in tutta evidenza strumentalizzato e poi messo da parte... Nel corso degli interrogatori ho più volte e reiteratamente invitato il PM a svolgere tutte le indagini utili, per verificare la realtà di quanto io gli avevo dichiarato, attraverso esami testimoniali; indagini bancarie; verifiche circa l'agenda del dottor Marco Tronchetti Provera per accertare la eventuale coincidenza tra l'oggetto delle investigazioni e gli incontri che avrebbe di lì a poco effettuato: nulla di ciò è stato fatto, ed io mi ritrovo ad essere imputato, sostanzialmente da solo".
La difesa di Cipriani chiede al GIP la citazione di Marco Tronchetti Provera e di altre 16 persone, tutti dipendenti di Pirelli e Telecom, tra cui 6 dirigenti definiti "di massimo grado", da ascoltare come testimoni "per approfondire e fare chiarezza" e chiede di essere "messo a confronto con i [...] coimputati Iezzi e Tavaroli".
Secondo il GUP le parole di Cipriani devono finire all'esame della Procura della Repubblica per essere valutate. Da un lato vi potrebbe essere la necessità di valutare la posizione di Tronchetti Provera, che allo stato dei fatti non risulta fin qui indagato, dall'altro si potrebbe configurare una calunnia nei suoi confronti. Ma anche, ancor più grave, una calunnia nei confronti degli stessi PM, poiché è Cipriani a dichiarare: "Ho più volte invitato i pm a svolgere tutte le indagini utili, verifiche circa l'agenzia di Tronchetti... Nulla di tutto ciò è stato fatto...". Durante l'udienza in aula si percepisce una forte tensione, soprattutto tra GUP e Pubblici Ministeri. Commenta il GUP, in Udienza: "Non potevo fare diversamente, io sono un pubblico ufficiale". Qualora la Procura della Repubblica ritenesse di essere stata calunniata e si avvalesse dell'art. 11 cpp, si avrebbe la trasmissione degli atti alla procura di Brescia, dove altri magistrati avrebbero il compito di effettuare nuovi accertamenti e magari potrebbero giungere a conclusioni diverse da quelle dei PM di Milano

##### Convocazione di Tronchetti Provera come testimone
Al termine della deposizione, il GUP trasmette gli atti alla Procura della Repubblica, perché valuti l'apertura di un'inchiesta o eventualmente gli estremi del reato di calunnia, e convoca come testimone all'udienza del 26 febbraio 2010 Marco Tronchetti Provera. Commenta la difesa di Cipriani: "Riteniamo che questa iniziativa sia assolutamente corretta in quanto le circostanze lette in aula da Cipriani, se provate, costituiranno certamente motivo di indagine".
Successivamente, a tre giorni dall'udienza, Marco Tronchetti Provera comunica tramite i suoi legali che "per impegni pregressi" non sarà presente in aula. È pertanto possibile che la sua audizione avvenga nell'udienza successiva, il 2 marzo 2010 o, nel caso non si presentasse spontaneamente, il GUP potrebbe disporre il suo accompagnamento coatto.

##### Tronchetti Provera dà mandato per azioni legali a sua tutela
Nel frattempo l'ex presidente di Telecom Italia, oggi di Pirelli, Marco Tronchetti Provera, che non è indagato e ha sempre smentito di essere stato a conoscenza di eventuali attività illecite condotte dalla security dell'azienda, dà mandato ai suoi legali di avviare nei confronti di Emanuele Cipriani azioni legali in ogni sede, civile e penale, a tutela della reputazione sua e dei suoi familiari.
In passato, nell'unico interrogatorio a cui è stato sottoposto il 27 giugno 2008 durante le indagini, Tronchetti Provera ha sostenuto ripetutamente di non essere al corrente dell'attività parallela della security di Tavaroli, né che la schedatura di massa dei lavoratori fosse nel suo interesse o delle sue società: "Non ho mai dato disposizione alle persone di mia fiducia, che erano intorno a me, non ho mai dato disposizione di muoversi in modo da poter ottenere qualcosa attraverso strumenti che non fossero quelli della gestione aziendale (…) quello di cui mi sono reso conto è che all'esterno lui ha venduto il mio nome, e molto, questo è sicuro, cioè lui ha venduto un rapporto con me che non esisteva, non esisteva e non è mai esistito".

#### Quattordicesima udienza del 26-02-2010
Marco Tronchetti Provera e gli altri due testi citati, adducendo legittimo impedimento non si presentano.

#### Quindicesima udienza del 2-3-2010)
Sono stati ascoltati tre dei testi richiesti dalla difesa di Emanuele Cipriani, tutti dipendenti Telecom dell'Area Security, che hanno confermato frequenti contatti diretti e indiretti tramite le segretarie tra Giuliano Tavaroli, ex-capo della Security di Pirelli e Telecom, e Marco Tronchetti Provera. È stato inoltre fatto presente da un teste che Tavaroli possedeva il numero dell'utenza mobile di Tronchetti Provera e si sentivano spesso. La difesa di Cipriani commenta l'udienza facendo notare come dalle testimonianze emerga il fatto che vi furono lacune nelle indagini dei Pubblici Ministeri sui rapporti tra la security e il vertice delle due società

#### Sedicesima udienza del 5-3-2010
Viene sentito Fabio Ghioni - che dirigeva il Tiger Team, una struttura che negli intenti avrebbe dovuto proteggere la rete Telecom ma che di fatto ha eseguito attività di hackeraggio - il quale afferma che Marco Tronchetti Provera fosse a conoscenza dell'attacco informatico che il Tiger Team di Telecom stava portando a Kroll. Ghioni, tra le altre ammissioni, ha riferito che il 50% del valore delle fatturazioni dei consulenti esterni rientravano poi a Telecom come "operazioni non convenzionali" all'interno di quello che era soprannominato "fondo del presidente", riferendolo pertanto a Marco Tronchetti Provera, e usato per "operazioni non convenzionali", lasciando quindi intendere che Tronchetti sapesse tutto quello che faceva la Security delle sue due aziende.

#### Diciassettesima udienza del 9-3-2010
Viene tenuta l'audizione di Marco Tronchetti Provera, chiamato in causa da Emanuele Cipriani, in quanto all'epoca dei fatti legale rappresentante di Telecom e Pirelli. L'istanza presentata dal giornalista del Corriere della Sera, Luigi Ferrarella, con la richiesta di far assistere i giornalisti all'udienza durante la parte relativa all'audizione del teste viene respinta dal GUP, per l'opposizione - in un secondo giro di verifiche esperite dal GUP dopo essersi consultato col proprio capo - dell'avvocato dell'imputato Marco Bernardini a cui ha fatto seguito il PM Piacente. Pertanto l'udienza si svolge a porte chiuse, come già tutte le precedenti di questa fase preliminare. Tronchetti Provera non rilascerà neppure interviste ai giornalisti al termine dell'udienza: "...sono qui come testimone e quindi testimonio. Ho sempre risposto a tutto ... risponderò nelle sedi istituzionali, sarebbe un grave errore parlare fuori. Queste sono le regole e io le rispetto... Nei verbali ci sono tutte le risposte date ai magistrati che hanno fatto quattro anni di indagine e non quattro minuti di chiacchiere in corridoio..." E ha anche aggiunto che "le cose dette come testimone non possono essere riportate fuori dall'aula".

Nella sua deposizione durata tre ore (la continuazione dell'audizione è rimandata alla prossima udienza) Tronchetti Provera ha ribadito quanto sostenuto già in precedenza il 27 giugno 2008, quando era stato sentito dai Pubblici Ministeri: non è mai stato a conoscenza delle attività di dossieraggio illecito né le ha mai commissionate; non ha mai conosciuto l'investigatore Emanuele Cipriani; i suoi rapporti con il capo della sua Security, Tavaroli, avevano carattere sporadico (55 volte in 4 anni) e Tavaroli agiva di propria iniziativa. Fonti legali riferiscono inoltre che durante l'audizione Tronchetti Provera ha pronunciato molti "non ricordo" e "non sapevo".

#### Diciottesima udienza del 15-3-2010
Vengono sentiti due testimoni, dipendenti della Security Telecom, previsti dalla difesa di Emanuele Cipriani, che confermano l'Operazione Screening (volta a verificare l'affidabilità dei dipendenti Telecom mediante accertamenti sui loro precedenti penali), il fatto che tali richieste venivano "dall'alto" e che la Security Telecom aveva costanti contatti con Cipriani.

#### Diciannovesima udienza del 16-3-2010
Prosegue l'audizione di Marco Tronchetti Provera e vengono sentiti gli ultimi testimoni previsti dalla difesa di Emanuele Cipriani (Massimo Ghioni). Il legale di Cipriani anticipa che al termine dell'udienza chiederà la trasmissione degli atti ai PM, in quanto è stato delineato un sistema esteso di attività criminali che al momento è rimasto impunito e occorre procedere all'iscrizione nel registro degli indagati di tutti coloro che hanno ammesso il reato e hanno fatto delle chiamate in correità

#### Ventesima udienza del 9-4-2010
Cipriani riprende le dichiarazioni spontanee attaccando Tronchetti: "La tesi del dottor Marco Tronchetti Provera, mi sia consentito dire, è sembrata più volte lacunosa e in contrasto con gli atti depositati e le ultime affermazioni dei testi".
Cipriani afferma inoltre di aver svolto per conto di Pirelli operazioni di spionaggio industriale nei confronti delle concorrenti Michelin (operazione "Paperino") e Yokohama (operazione "Banzai"), anche con riguardo alle corse automobilistiche. Menzionando come quest'ultima (relativa al processo produttivo C3M della Michelin) gli fosse stata commissionata nel 1997 congiuntamente dal capo della Security e dal responsabile della Divisione R&D Pirelli, e l'operazione, fatturata a Pirelli come attività di competitive intelligence oppure operazione relativa a spionaggio industriale, si fosse protratta fino al 2002.

#### Ventunesima udienza del 14-4-2010
Prima delle conclusioni dei PM, vengono rese spontanee dichiarazioni da parte di Angelo Jannone che, facendo puntuale riferimento ad atti del procedimento, evidenzia l'assoluta inattendibilità di Ghioni Fabio, suo principale accusatore nelle indagini preliminari ma che, incalzato dall'avvocato Mauro Mocchi, difensore di Jannone, ha ritrattato ogni accusa nei confronti del suo ex collega. Jannone al termine delle sue spontanee dichiarazioni ha chiesto la trasmissione degli atti indicati all'Ufficio di Procura, affinché procedesse per calunnia aggravata nei confronti di Ghioni. Ma i PM hanno fatto rilevare al GUP che se ciò avvenisse in questa fase diverrebbe incompatibile lo stesso Giudice. Dei 34 imputati originari, i PM presenti in aula (Dott.ri Nicola Piacente e Stefano Civardi) ne richiedono il rinvio a giudizio di 14, avendo in molti chiesto il patteggiamento (tra cui Emanuele Cipriani, Marco Mancini e Guglielmo Sasinini). Le ipotesi di reato contestate a vario titolo ai diversi indagati sono: associazione a delinquere finalizzata alla corruzione di pubblici ufficiali, rivelazione di segreto d'ufficio, appropriazione indebita, falso, accesso abusivo a sistemi informatici, favoreggiamento e riciclaggio. Il rinvio a giudizio anche per Mancini, nonostante il segreto di Stato, sarebbe stato richiesto dai PM in quanto è stato ritenuto che agli atti ci fossero abbastanza elementi per farlo.
Sono inoltre 16 le persone fisiche e giuridiche (tra cui Giuliano Tavaroli, Telecom e Pirelli) la cui posizione è stralciata da tempo, in quanto hanno avanzato richiesta di patteggiamento della pena.
L'Avvocatura dello stato (che rappresenta la Presidenza del Consiglio e i ministeri dell'Economia e Finanze, dell'Interno e l'Agenzia delle Entrate) durante l'udienza rinuncia alla citazione di Pirelli come responsabile civile a fronte del risarcimento di 750.000 € previsto dall'accordo di patteggiamento. Viene anticipato che per analogo motivo nelle prossime udienze verrà depositato un analogo atto di rinuncia alla citazione di Telecom come responsabile civile a fronte di analoga somma. Insiste invece per il rinvio a giudizio dei 14 imputati come richiesto dai PM.

#### Ventiduesima udienza del 19-4-2010
Hanno luogo le requisitorie degli avvocati.
I difensori di Pirelli sostengono che durante le ricostruzioni in aula gli imputati hanno tentato di stravolgere i fatti facendo leva sul teorema che "i vertici non potevano non sapere"; teorema che "ignora fatti ed elementi che se messi in fila forniscono un quadro bene diverso da quello emerso finora e che invece è stato ben colto dalla Procura nel corso di quattro anni di indagini".
Argomentano al contrario che dall'intera indagine viene dimostrato, "senza ombra di dubbio, quale fosse la genesi delle attività illegali e il modus operandi degli imputati (Tavaroli e Cipriani) che, in accordo tra loro, avevano dato vita a un gruppo totalmente autonomo e autoreferenziale" rispetto a società e vertici aziendali.
Con riguardo alle accuse di spionaggio dei segreti industriali Michelin, affermano che Pirelli "non chiese mai nulla di tutto ciò", anzi "esigenze informative e di verifica assolutamente legali e di prassi comune nel grandi gruppi industriali, vengono stravolte da un gruppo organizzato di persone in accordo tra loro e trasformate alla bisogna in pretesti per dare il via a operazioni che nulla hanno a che vedere con le richieste iniziali, effettuate con modalità mai concordate con il management e in molti casi a danno della stessa Pirelli". Aventi come sola finalità quella "di sottrarre quanto più denaro possibile alla Pirelli".
Con riguardo alle accuse di spionaggio dei segreti industriali Yokohama affermano che "fu Pirelli a sospettare di essere vittima di spionaggio industriale sui disegni dei battistrada di sua produzione che, prima ancora di essere resi noti, venivano imitati, brevettati e introdotti sul mercato giapponese". Pertanto, concludono i legali di Pirelli, fu Pirelli, vittima di contraffazione; per quanto gli imputati la descrivono ora come autrice di illeciti e acquirente di segreti industriali. E a dimostrare l'estraneità della società viene citato il metodo poco ortodosso di quando "uno dei legali di Cipriani" (subito revocato quando si seppe dell'episodio) offrì "a Pirelli, che rifiutò, un cd asseritamente contenente un archivio dei dossier prima che questo fosse decriptato dai magistrati inquirenti".
I difensori delle parti civili chiedono invece ai PM di effettuare "doverose indagini" per approfondire le accuse ribadite in aula da Cipriani a Marco Tronchetti Provera, che non è mai stato indagato nella vicenda: "confidiamo all'attenzione della pubblica accusa, finora stranamente silente, dalla quale attendiamo le doverose determinazioni su persone sulle quali sono emerse chiare notizie di reato".

#### Ventitreesima udienza del 3-5-2010
Ha luogo la requisitoria degli avvocati di Emanuele Cipriani i quali chiedono il suo proscioglimento dal reato di appropriazione indebita, in quanto in qualità di investigatore ha svolto la propria attività per Pirelli e Telecom, a cui ha poi regolarmente fatturato, nel loro interesse e dietro richieste dei loro vertici aziendali. Inoltre viene sostenuto che l'investigatore fiorentino non ha mai fatto parte di alcuna associazione a delinquere.

#### Ventiquattresima udienza del 7-5-2010
Vengono ascoltate le dichiarazioni spontanee di Angelo Jannone che, per oltre 2 ore, ha ripercorso tutta la sua esperienza in Telecom, in Italia prima ed in Brasile dopo, e confutato punto per punto le dichiarazioni di Ghioni e Bernardini, concludendo “Ritengo di poter affermare, certo di non essere in alcun modo smentito, che tutte le fonti di prova relative ai fatti che mi sono stati contestati, non sono solo contraddittorie e smentiscono in modo incisivo la credibilità delle già confuse e poco conducenti chiamate in correità che mi riguardano, quelle di Ghioni e Bernardini, ma offrono un quadro ben diverso circa il mio ruolo in questa vicenda."
fonte AGI  Gli avvocati di Jannone Mocchi e Patrucchi hanno chiesto il proscioglimento di Jannone da ogni accusa.

#### Venticinquesima udienza del 28-5-2010
Nelle motivazioni dell'udienza preliminare del 28 maggio il GUP scrive che i vertici Telecom erano perfettamente consapevoli dei dossier illeciti firmati dalla security, le cui attività erano idonee a soddisfare e corrispondere a specifici interessi delle aziende e del gruppo dirigente, rappresentato dal Presidente e dall'amministratore Delegato, tramite una gravissima intromissione nella vita privata delle persone, mossa da logiche partigiane nella contrapposizione tra blocchi di potere economici e finanziari, che tendono a beneficiare non l'azienda come tale, ma chi ne è il proprietario di controllo.

### Il processo d'Appello
Dopo quattro anni dalla sentenza di primo grado, a dieci anni dal rinvio a giudizio, viene aperto il 03.11.2016, avanti la corte d’Assise d’Appello di Milano presieduta dal giudice Dott. Sergio Silocchi. Il sostituto procuratore generale Dott.ssa Daniela Meliota chiede il non luogo a procedere per prescrizione per tutti gli imputati, eccetto che per Bernardini e Cipriani, per i quali chiede 5 anni di carcere per rivelazione del segreto di Stato.
La sentenza d'Appello viene pronunciata il 13-12-2016 con la conferma della condanna a 5 anni per Marco Bernardini ed Emanuele Cipriani. Vengono inoltre liquidate le provisionali per i danni di natura civilistica a quattro parti civili (dipendenti di Telecom, Pirelli e Coca-Cola Italia) che precedentemente erano state escluse, senza alcuna valida motivazione, dal giudice di prime cure.

## Le sentenze
Tra i condannati del processo di primo grado conclusosi il 13 febbraio 2013 vi sono 7 dei collaboratori di Giuliano Tavaroli (che ha ottenuto un patteggiamento di meno di 5 anni) con pene fino a 7 anni e risarcimenti per oltre 22 milioni di euro. Inoltre ci sono state condanne per l'ex collaboratore del Sisde Marco Bernardini (7 anni e mezzo) e per l'ex investigatore privato Emanuele Cipriani (5 anni e mezzo). La prima Corte d'Assise di Milano ha inoltre sancito che Telecom Italia, costituitasi parte civile dovrà essere risarcita di 10 milioni dagli imputati.

## Altre inchieste e vicende collegate

### IlLaziogate(2005)
A partire dal 2005 nasce uno scandalo, noto come Laziogate che vede coinvolti l'allora presidente della Regione Lazio, Francesco Storace, e alcuni responsabili del servizio informatico regionale con l'accusa di interferenza nel corretto svolgimento delle elezioni regionali del 2005 (poi vinte dal centro-sinistra), tramite una specifica attività condotta dal servizio informatico regionale tendente ad ostacolare la lista Alternativa Sociale di Alessandra Mussolini. Stando alle accuse, Storace si sarebbe avvalso sia di uomini propri sia della rete facente capo all'investigatore fiorentino Emanuele Cipriani anche per far spiare e preparare dossier fasulli su Piero Marrazzo, suo concorrente, come la Mussolini, per la presidenza della Regione Lazio.
Nel marzo 2007 due imputati minori patteggiano davanti al GUP: 10 mesi a Salvatore Gallo (investigatore privato), 3 mesi di reclusione - poi convertiti in sanzione pecuniaria - a Dario Pettinelli (collaboratore dell'ex presidente della Regione); mentre Fabio Sabbatani Schiuma (predecessore di Vincenzo Piso alla vicepresidenza del consiglio comunale) viene prosciolto dalle accuse già in sede di udienza preliminare. Prosegue il procedimento per gli altri sette imputati con l'accusa di accesso abusivo a sistema informatico. Il 15 aprile 2010 vi è la requisitoria, con sette richieste di condanna e una di assoluzione. Il 5 maggio 2010 giunge la sentenza di condanna di primo grado: 1 anno e sei mesi di reclusione per Francesco Storace, 2 anni per Nicolò Accame (suo ex portavoce), 1 anno per Mirko Maceri (ex-direttore tecnico della società Laziomatica), Nicola Santoro (ex-collaboratore di Storace e figlio del magistrato della commissione elettorale presso la corte d'appello di Roma che escluse Alternativa Sociale dalle elezioni), Romolo Reboa (l'avvocato che aveva patrocinato l'autore dell'esposto contro Alternativa Sociale) e Pierpaolo Pasqua (investigatore privato), 8 mesi a Vincenzo Piso (di Alleanza Nazionale ed ex-vicepresidente del consiglio comunale per il quale il PM aveva invece chiesto l'assoluzione) e Tiziana Perreca (ex-collaboratrice di Storace). Assolto invece un altro imputato per il quale il PM aveva invece chiesto 1 anno di reclusione. A tutti vengono concesse le attenuanti generiche e la sospensione della pena.
Il 29 ottobre 2012 la sentenza del processo d'appello ha poi assolto (come richiesto dal procuratore generale) Francesco Storace "perché il fatto non sussiste", e tutti gli altri imputati, tra cui Mirko Maceri, l'avv. Romolo Reboa, Niccolò Accame e Pierpaolo Pasqua, mentre è stata ridotta la pena ad un'ex collaboratrice dello staff.
Le motivazioni della sentenza confermeranno che né Storace né gli altri imputati commisero alcun reato, ma l'ex presidente del Lazio fu vittima dell'altrui comportamento illecito. Sempre in data 5 maggio 2010, i legali di Cipriani, con riguardo agli articoli pubblicati dalla stampa nella stessa giornata, fanno pubblicare in rettifica: "Il Sig. Cipriani è estraneo ai fatti ed al processo riguardanti l'Onorevole Storace e nessun collegamento lo lega alle persone negli stessi coinvolte".

### Il caso Vieri (2006)
Prendendo spunto dall'ordinanza del 23 settembre 2006 del GIP dottoressa Paola Belsito, i media riferiscono il ritrovamento di un dossier sul calciatore Christian Vieri. Da tale dossier, subito secretato, emergeva che il calciatore era stato pedinato e ne erano stati acquisiti illegalmente i tabulati telefonici. Nell'aprile 2007, Vieri inizia una causa civile contro Telecom e contro l'Inter di Massimo Moratti, depositando una perizia medica di parte e alcuni atti dell'indagine penale, chiedendo un risarcimento per danni all'immagine, alla vita di relazione e per mancati guadagni e chiedendo un risarcimento di 12 000 000 € a Telecom e di 9 250 000 € all'Inter. Vieri chiede inoltre che sia revocato lo scudetto vinto "a tavolino" dall'Inter nel 2006 e la sospensione dalle cariche di Presidente e Vice Presidente dell'Inter (rispettivamente di Massimo Moratti e Rinaldo Ghelfi).. Tra i testimoni "eccellenti": Emanuele Cipriani (sentito a metà del 2010, che ha confermato la versione di Vieri) e Marco Tronchetti Provera (sentito il 26 novembre 2010)
Nel settembre 2012 il Tribunale di Milano accoglie solo in parte le richieste di Vieri, condannando la Telecom e l'Inter a versare in solido 1 000 000 € al giocatore, cifra successivamente ridotta a 80 000 € con la sentenza d'appello di luglio 2015. Nel gennaio 2018 la seconda sezione civile della Corte d'appello di Milano rigetta l'impugnazione della sentenza del 2015 da parte di Vieri, obbligando il calciatore a rifondere la Telecom e l'Inter di 33 000 € complessivi. Infine, la Corte di Cassazione conferma nel giugno 2018 la sentenza d'appello.

### Vicende a Firenze nel 2008
A distanza di due anni dalla prima ventata di arresti, a Firenze si apre un'indagine fotocopia dello scandalo Telecom-Sismi: anche nel caso di Firenze, al vertice dell'organizzazione era l'ex capo della security di una grossa azienda Gucci. A seguire le indagini è il PM Ettore Squillace Greco, titolare dello stralcio fiorentino dell'inchiesta lombarda. L'inchiesta era partita dal suicidio di un agente di polizia avvenuto a Montevarchi il 18 settembre 2006. A seguito dell'ordinanza del GIP dottoressa Anna Sacco, sono state effettuate ventidue perquisizioni (tra cui le abitazioni di due poliziotti e due carabinieri in servizio a Firenze e di un finanziere che lavora a Latina), anche in alcune sedi della Gucci (a Scandicci/Casellina, Roma e Milano). Vengono effettuati sette arresti (cinque in carcere e due ai domiciliari) per corruzione, rivelazione di segreti d'ufficio e accesso abusivo ai sistemi informatici. Coinvolti, oltre che i titolari delle agenzie di investigazioni Sia, Kim e Ciani di Firenze, anche alcuni dipendenti delle stesse. Tre degli arrestati risultano aver lavorato con Emanuele Cipriani, all'epoca titolare della Polis D'Istinto (tra di questi vi sarebbe anche la sua ex-compagna, già segretaria della Polis D'Istinto per quasi un decennio).

La prima udienza si tiene il 5 giugno 2009, col GUP di Firenze, dott. Michele Barillaro, che rinvia a giudizio quattro indagati e accetta il patteggiamento di un quinto. Le accuse vanno da corruzione, rivelazione di segreti d'ufficio all'accesso abusivo ai sistemi informatici. Gli indagati avrebbero fornito informazioni riservate dietro compenso ad agenzie investigative, tra cui la Polis d'Istinto. A costituirsi parte civile vi è anche l'avvocatura dello Stato per danno d'immagine al ministero delle Finanze.
Nel frattempo, nel luglio 2012, si conclude con due condanne il processo nato dal filone toscano dell'inchiesta milanese sui dossier illegali. Il Tribunale di Firenze condanna a un anno il poliziotto Alessia Cocomello e a otto mesi il dipendente dell'agenzia delle Entrate Spartaco Vezzi (pene sospese per il beneficio della condizionale) in quanto "illegittimamente si avvalevano delle notizie segrete acquisite anche effettuando abusivo accesso alla banca dati telematica del ministero dell'interno" su istigazione dell'investigatore privato fiorentino Emanuele Cipriani (assolti invece dall'accusa di corruzione). Secondo l'accusa le persone spiate sono state circa un migliaio. Assolti invece gli altri imputati (un poliziotto, S.B., e un carabiniere, G.D.).

### Dipartimento della Protezione Civile - 2010
Nello scandalo della protezione civile scoppiato nel febbraio 2010 si torna a parlare di Global Security System, la società di investigazione romana di Marco Bernardini e Gianpaolo Spinelli. Secondo il rapporto di settecento pagine dei Ros di Firenze risalente al 15 ottobre 2009, che ha poi portato a una serie di arresti tra funzionari pubblici e imprenditori a cui la Protezione Civile commissionava gli appalti pubblici, un socio di quella società, E. P., sarebbe stato incaricato dal sodalizio di coloro che si sentivano indagati di monitorare i mezzi di comunicazione per raccogliere articoli e registrazioni televisive in cui si parlasse dei criteri di spartizione degli appalti relativi ai Mondiali di Nuoto, al G8 alla Maddalena, alle celebrazioni per l'Unità d'Italia. Per far ciò, P. avrebbe richiesto illecitamente all'imprenditore Rossetti, del Salaria Sport Village, i dati anagrafici di alcuni giornalisti per effettuare su di loro aggiornamenti in banche dati riservate, in quanto "soggetti coinvolti nella vicenda mediatica".

### Vicende a Roma nel 2012
Il mandato di arresto per l'utilizzo da parte della Global Security Service, dello stesso Bernardini, di una talpa infiltrata nella Procura di Roma giungerà nel luglio 2012 da parte del GIP dottoressa Antonella Minunni su richiesta del PM Dott. Carlo Lasperanza. In quel periodo Marco Bernardini si trovava in Italia in quanto sentito la settimana precedente al procedimento cosiddetto Telecom a Milano. Secondo i magistrati a occuparsi di consultare illecitamente il registro degli indagati (Rege) su commissione (operava su richiesta anche di un'agenzia specializzata in pratiche auto: la Nuova Flaminia Srl) era un Carabiniere in servizio nell'Ufficio Primi Atti di Piazzale Clodio, a Roma, tale Alessandro Prili. Bernardini avrebbe svolto accertamenti su un finanziere, Giuseppe Pinna, che all'aeroporto di Fiumicino si era impegnato a far passare tra i bagagli ordinari un carico di 110 chili di cocaina in cambio di 20 000 euro. Ad aiutarlo, secondo gli inquirenti, anche un operatore e un ufficiale della Guardia di Finanza in servizio presso la Procura della Repubblica di Roma. Oltre a un appartenente alla Capitaneria di Porto, verosimilmente di Roma. A Marco Bernardini vengono concessi gli arresti domiciliari.